# Ramah (New Mexico)
Ramah is een plaats (census-designated place) in de Amerikaanse staat New Mexico, en valt bestuurlijk gezien onder McKinley County.
Het El Morro National Monument is gelegen nabij de plaats.

## Demografie
Bij de volkstelling in 2000 werd het aantal inwoners vastgesteld op 407.

## Geografie
Volgens het United States Census Bureau beslaat de plaats een oppervlakte van
9,9 km², geheel bestaande uit land. Ramah ligt op ongeveer 2111 m boven zeeniveau.

## Plaatsen in de nabije omgeving
De onderstaande figuur toont nabijgelegen plaatsen in een straal van 40 km rond Ramah.